# Championnats du monde de vol à voile
Les championnats du monde de vol à voile sont créés en 1937. Une seule catégorie départageait les concurrents des premières éditions.

## Éditions
| Liste des éditions des championnats | Liste des éditions des championnats | Liste des éditions des championnats | Liste des éditions des championnats |
| Édition                             | Année                               | Ville                               | Pays                                |
| ----------------------------------- | ----------------------------------- | ----------------------------------- | ----------------------------------- |
| 1.                                  | 1937                                | Wasserkuppe                         | Reich allemand                      |
| 2.                                  | 1948                                | Samedan                             | Suisse                              |
| 3.                                  | 1950                                | Örebro                              | Suède                               |
| 4.                                  | 1952                                | Madrid                              | Espagne                             |
| 5.                                  | 1954                                | Great Hucklow                       | Royaume-Uni                         |
| 6.                                  | 1956                                | Saint-Yan                           | France                              |
| 7.                                  | 1958                                | Leszno                              | Pologne                             |
| 8.                                  | 1960                                | Cologne                             | Allemagne de l'Ouest                |
| 9.                                  | 1963                                | Junín                               | Argentine                           |
| 10.                                 | 1965                                | South Cerney                        | Royaume-Uni                         |
| 11.                                 | 1968                                | Leszno                              | Pologne                             |
| 12.                                 | 1970                                | Marfa                               | États-Unis                          |
| 13.                                 | 1972                                | Vršac                               | Yougoslavie                         |
| 14.                                 | 1974                                | Waikerie                            | Australie                           |
| 15.                                 | 1976                                | Loppi                               | Finlande                            |
| 16.                                 | 1978                                | Châteauroux                         | France                              |
| 17.                                 | 1981                                | Paderborn                           | Allemagne de l'Ouest                |
| 18.                                 | 1983                                | Hobbs                               | États-Unis                          |
| 19.                                 | 1985                                | Rieti                               | Italie                              |
| 20.                                 | 1987                                | Benalla                             | Australie                           |
| 21.                                 | 1989                                | Wiener Neustadt                     | Autriche                            |
| 22.                                 | 1991                                | Uvalde                              | États-Unis                          |
| 23.                                 | 1993                                | Borlänge                            | Suède                               |
| 24.                                 | 1995                                | Omarama                             | Nouvelle-Zélande                    |
| 25.                                 | 1997                                | Saint-Auban                         | France                              |
| 25.                                 | 1997                                | Inonu                               | Turquie                             |
| 26.                                 | 1999                                | Bayreuth                            | Allemagne                           |
| 26.                                 | 1999                                | Leszno                              | Pologne                             |
| 27.                                 | 2001                                | Mafikeng                            | Afrique du Sud                      |
| 27.                                 | 2001                                | Gawler                              | Australie                           |
| 27.                                 | 2001                                | Lillo                               | Espagne                             |
| 27.                                 | 2002                                | Musbach                             | Allemagne                           |
| 28.                                 | 2003                                | Leszno                              | Pologne                             |
| 28.                                 | 2003                                | Nitra                               | Slovaquie                           |
| 28.                                 | 2004                                | Elverum                             | Norvège                             |
| 29.                                 | 2006                                | Eskilstuna                          | Suède                               |
| 29.                                 | 2006                                | Vinon-sur-Verdon                    | France                              |
| 30.                                 | 2008                                | Rieti                               | Italie                              |
| 30.                                 | 2008                                | Lüsse                               | Allemagne                           |
| 31.                                 | 2010                                | Prievidza                           | Slovaquie                           |
| 31.                                 | 2010                                | Szeged                              | Hongrie                             |
| 32.                                 | 2012                                | Uvalde                              | États-Unis                          |
| 32.                                 | 2012 (2013)                         | Adolfo Gonzales Chaves              | Argentine                           |
| 33.                                 | 2014                                | Räyskälä (en)                       | Finlande                            |
| 33.                                 | 2014                                | Leszno                              | Pologne                             |
| 34.                                 | 2015                                | Pociūnai (en)                       | Lituanie                            |
| 35.                                 | 2016                                | Pociūnai (en)                       | Lituanie                            |
| 36.                                 | 2017                                | Benalla                             | Australie                           |
| 37.                                 | 2018                                | Hosin                               | Tchéquie                            |

## Résultats
| Liste des éditions des championnats | Liste des éditions des championnats | Liste des éditions des championnats | Liste des éditions des championnats | Liste des éditions des championnats | Liste des éditions des championnats | Liste des éditions des championnats | Liste des éditions des championnats                | Liste des éditions des championnats |
| Année                               | libre                               | standard                            | mondiale                            | club                                | 15 mètres                           | 18 mètres                           | multiplaces                                        | Voltige                             |
| ----------------------------------- | ----------------------------------- | ----------------------------------- | ----------------------------------- | ----------------------------------- | ----------------------------------- | ----------------------------------- | -------------------------------------------------- | ----------------------------------- |
| 1937                                | Reich allemand Heini Dittmar        |                                     |                                     |                                     |                                     |                                     |                                                    |                                     |
| 1948                                | Suède Per-Axel Persson              |                                     |                                     |                                     |                                     |                                     |                                                    |                                     |
| 1950                                | Suède Billy Nilsson                 |                                     |                                     |                                     |                                     |                                     |                                                    |                                     |
| 1952                                | Royaume-Uni Philip Wills            |                                     |                                     |                                     |                                     |                                     | Espagne Luis Juez Espagne Miguel Ara               |                                     |
| 1954                                | France Gérard Pierre                |                                     |                                     |                                     |                                     |                                     | Yougoslavie Z.Rain Yougoslavie B.Komac             |                                     |
| 1956                                | États-Unis Paul McCready            |                                     |                                     |                                     |                                     |                                     | Royaume-Uni Nick Goodhart Royaume-Uni Frank Foster |                                     |
| 1958                                | Allemagne Ernst Haase               | Pologne Adam Witek                  |                                     |                                     |                                     |                                     |                                                    |                                     |
| 1960                                | Argentine Rodolfo Hossinger         | Allemagne Heinz Huth                |                                     |                                     |                                     |                                     |                                                    |                                     |
| 1963                                | Pologne Edward Makula               | Allemagne Heinz Huth                |                                     |                                     |                                     |                                     |                                                    |                                     |
| 1965                                | Pologne Jan Wróblewski              | France François-Louis Henry         |                                     |                                     |                                     |                                     |                                                    |                                     |
| 1968                                | Autriche Haro Wodl                  | États-Unis Andrew J.Smith           |                                     |                                     |                                     |                                     |                                                    |                                     |
| 1970                                | États-Unis George Moffat            | Allemagne Helmut Reichmann          |                                     |                                     |                                     |                                     |                                                    |                                     |
| 1972                                | Suède Göran Ax                      | Pologne Jan Wróblewski              |                                     |                                     |                                     |                                     |                                                    |                                     |
| 1974                                | États-Unis George Moffat            | Allemagne Helmut Reichmann          |                                     |                                     |                                     |                                     |                                                    |                                     |
| 1976                                | Royaume-Uni George Lee              | Australie Ingo Renner               |                                     |                                     |                                     |                                     |                                                    |                                     |
| 1978                                | Royaume-Uni George Lee              | Pays-Bas Baer Selen                 |                                     |                                     | Allemagne Helmut Reichmann          |                                     |                                                    |                                     |
| 1981                                | Royaume-Uni George Lee              | France Marc Schroeder               |                                     |                                     | Suède Göran Ax                      |                                     |                                                    |                                     |
| 1983                                | Australie Ingo Renner               | Danemark Styg Oye                   |                                     |                                     | Pays-Bas Kees Musters               |                                     |                                                    |                                     |
| 1985                                | Australie Ingo Renner               | Italie Leonardo Brigliadori         |                                     |                                     | États-Unis Doug Jacobs              |                                     |                                                    | Pologne Jerzy Makula                |
| 1987                                | Australie Ingo Renner               | Finlande Markku Kuittinen           |                                     |                                     | Royaume-Uni Brian Spreckley         |                                     |                                                    | Pologne Jerzy Makula                |
| 1989                                | France Jean-Claude Lopitaux         | France Jacques Aboulin              |                                     |                                     | Allemagne Bruno Gantenbrink         |                                     |                                                    | Pologne Jerzy Makula                |
| 1991                                | Pologne Janusz Centka               | Pays-Bas Baer Selen                 |                                     |                                     | Australie Brad Edwards              |                                     |                                                    | Pologne Jerzy Makula                |
| 1993                                | Pologne Janusz Centka               | Royaume-Uni Andrew Davis            |                                     |                                     | France Gilbert Gerbaud              |                                     |                                                    | Pologne Jerzy Makula                |
| 1995                                | Nouvelle-Zélande Ray Lynskey        | Finlande Markku Kuittinen           |                                     |                                     | France Eric Napoléon                |                                     |                                                    | Russie Mikhail Mamistov             |
| 1997                                | France Gérard Lherm                 | France Jean-Marc Caillard           | France Frédéric Hoyeau              |                                     | Allemagne Werner Meuser             |                                     |                                                    | Russie Mikhail Mamistov             |
| 1999                                | Allemagne Holger Karow              | France Jean-Marc Caillard           | France Julien Henry                 |                                     | Italie Giorgio Galetto              |                                     |                                                    | Pologne Jerzy Makula                |
| 2001                                | Afrique du Sud Oscar Goudriaan      | France Laurent Aboulin              | France Olivier Darroze              | Royaume-Uni Peter Masson            | Allemagne Werner Meuser             | Royaume-Uni Stephen Jones           |                                                    | Russie Aleksandr Panfierow          |
| 2002                                |                                     |                                     |                                     | Tchéquie Tomáš Suchánek             |                                     |                                     |                                                    |                                     |
| 2003                                | Allemagne Holger Karow              | Royaume-Uni Andrew Davis            | Pologne Sebastian Kawa              | Pologne Sebastian Kawa              | Nouvelle-Zélande John Coutts        | Autriche Wolfgang Janowitsch        |                                                    | Hongrie Ferenc Tóth                 |
| 2005                                |                                     |                                     |                                     | Russie Gueorgui Kaminski            |                                     |                                     |                                                    |                                     |
| 2006                                | Allemagne Michael Sommer            | Royaume-Uni Leigh Wells             | France Christophe Ruch              | Pologne Sebastian Kawa              | Pologne Janusz Centka               | Royaume-Uni Phil Jones              |                                                    |                                     |
| 2007                                |                                     |                                     |                                     |                                     |                                     |                                     |                                                    | Russie Gueorgui Kaminski            |
| 2008                                | Allemagne Michael Sommer            | Allemagne Michael Buchthal          | France Laurent Couture              | Allemagne Matthias Sturm            | Hongrie György Gulya                | France Olivier Darroze              |                                                    |                                     |
| 2009                                |                                     |                                     |                                     |                                     |                                     |                                     |                                                    | Russie Gueorgui Kaminski            |
| 2010                                | Allemagne Michael Sommer            | Pologne Sebastian Kawa              | France Laurent Couture              | Allemagne Arndt Hovestad            | Italie Stefano Ghiorzo              | Pologne Zbigniew Nieradka           |                                                    |                                     |
| 2011                                |                                     |                                     |                                     |                                     |                                     |                                     |                                                    | Pologne Jerzy Makula                |
| 2012/2013                           | France Laurent Aboulin              | Pologne Sebastian Kawa              | Argentine Sebastian Riera           | Argentine Santiago Berca            | Pologne Sebastian Kawa              | Pologne Zbigniew Nieradka           |                                                    | Pologne Maciej Pospieszyński        |
| 2014                                |                                     | Belgique Bert Schmelzer             |                                     | France Bernard Eric                 |                                     |                                     | Royaume-Uni Steve Jones, Howard Jones              |                                     |
| 2015                                |                                     |                                     | Italie Stefano Ghiorzo              |                                     |                                     |                                     |                                                    |                                     |
| 2016                                |                                     | France Louis Bouderlique            |                                     | Allemagne Jan Rothhardt             |                                     |                                     | France Laurent Aboulin, Julien Duboc               |                                     |
| 2017                                | Royaume-Uni Russell Cheetham        |                                     |                                     |                                     | Pologne Sebastian Kawa              | France Killian Walbrou              |                                                    |                                     |